# Quercus engelmannii
Quercus engelmannii es una especie de roble de la familia Fagaceae. Está clasificada en la Sección Quercus, que son los robles blancos de Europa, Asia y América del Norte. Tienen los estilos cortos; las bellotas maduran en 6 meses y tienen un sabor dulce y ligeramente amargo, el interior de la bellota tiene pelo. Las hojas carecen de una mayoría de cerdas en sus lóbulos, que suelen ser redondeados.

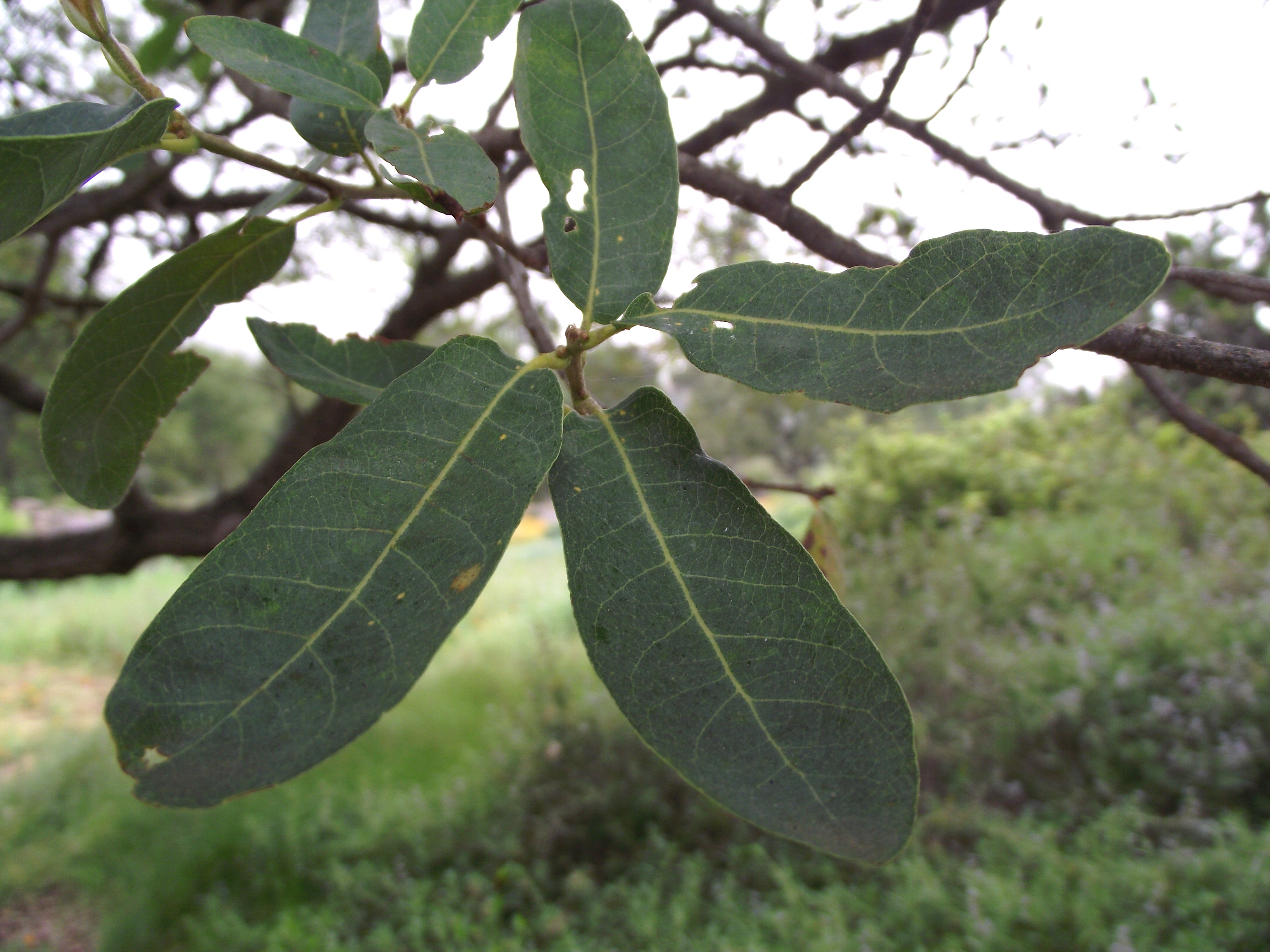
Hojas

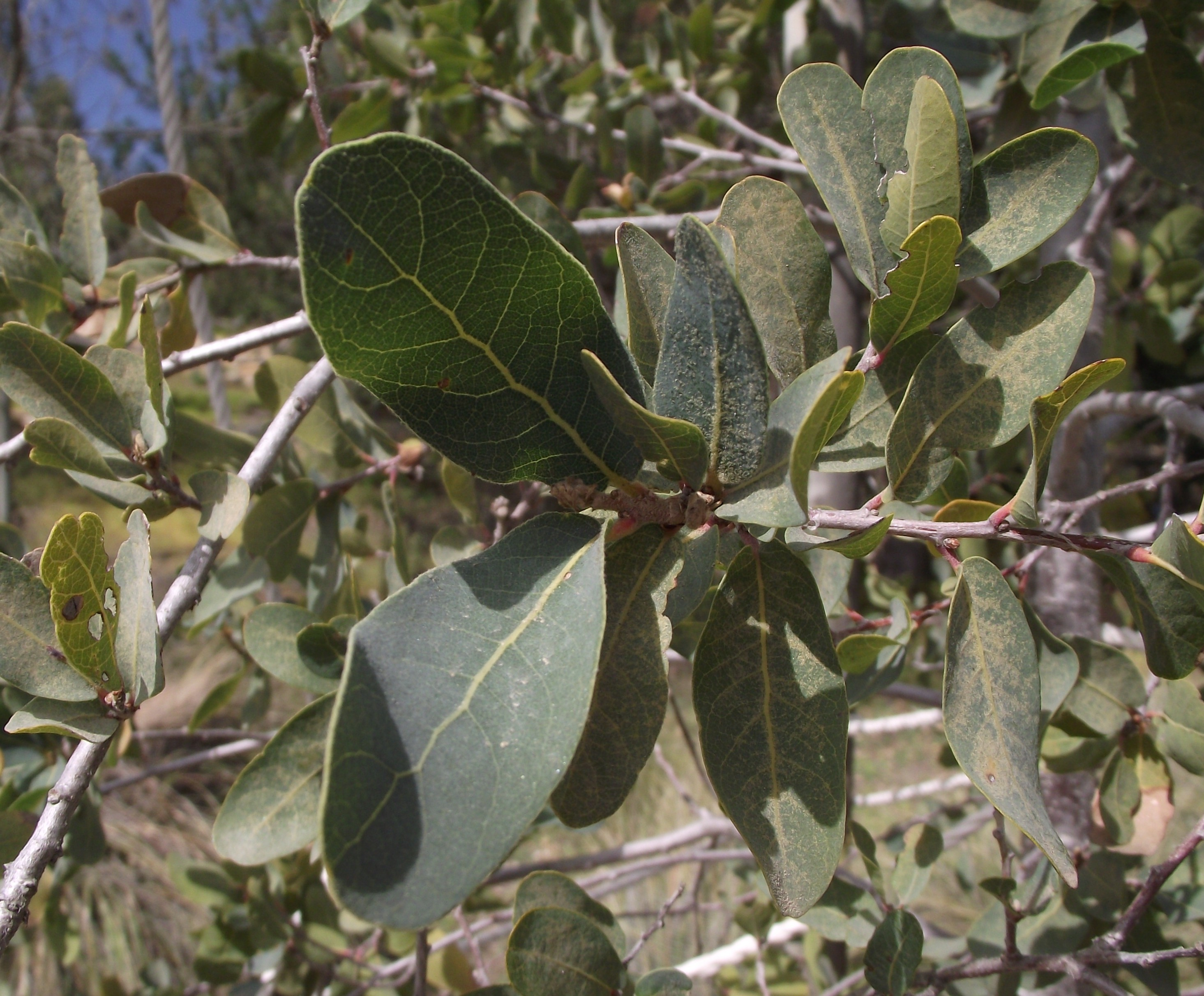
Detalle

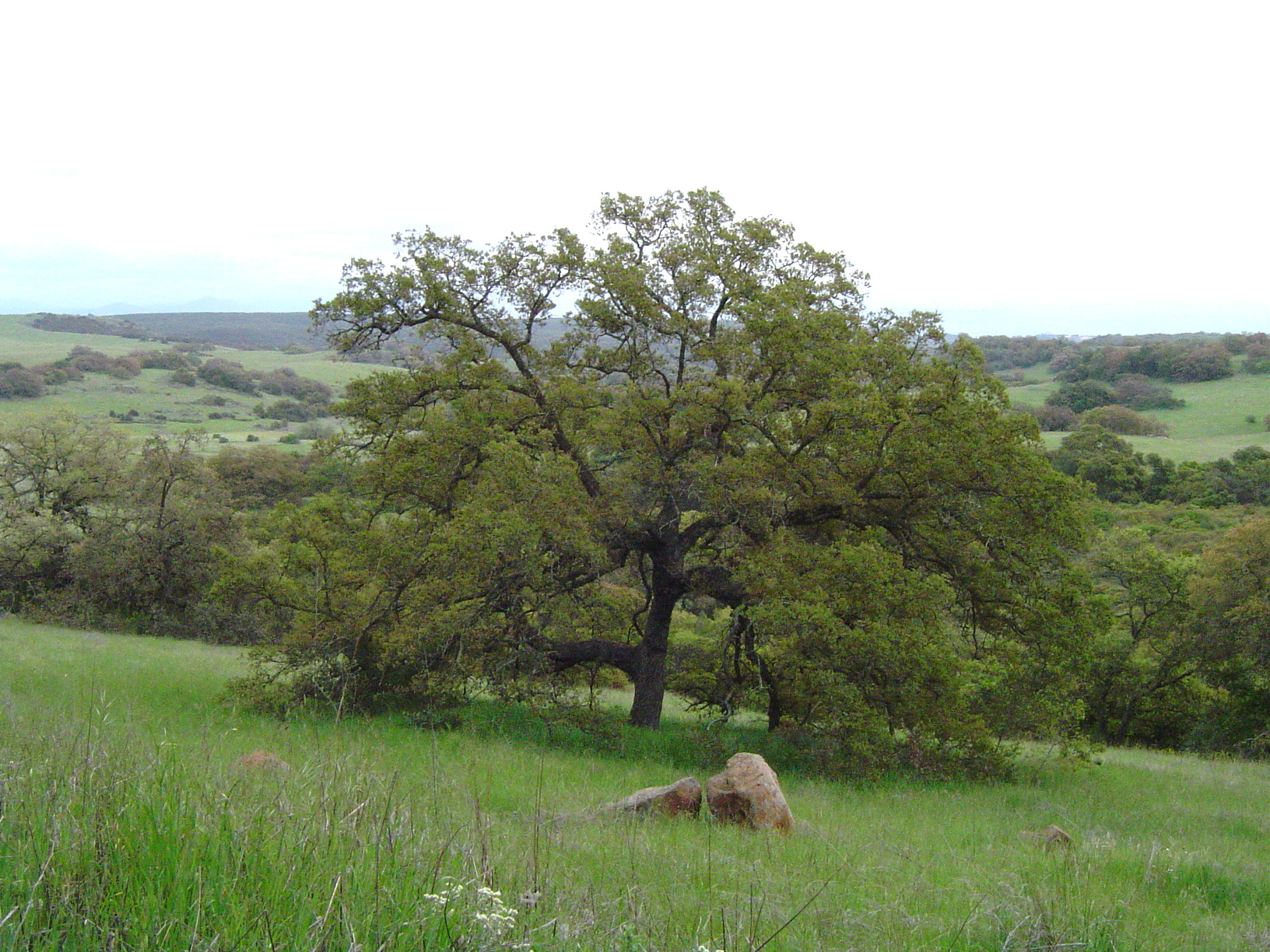
Vista del árbol

## Descripción
Es un árbol pequeño que alcanza un tamaño de hasta 10 m de altura, en general perennifolio, pero puede ser caducifolio si hay una sequía durante los veranos calurosos y secos locales, y tiene una cubierta redondeada o elíptica. La corteza es gruesa, arrugada, y la luz gris-marrón. Las hojas son coriáceas, de 3-6 cm de largo y 1-2 cm ancho, de un color azul-verdoso, y puede ser plana u ondulada, con márgenes lisos. Las flores son amentos, el fruto es una bellota de 1 0,5-2, 5 cm de largo, con una maduración de 6-8 meses después de la polinización.

## Usos
La madera es de color marrón oscuro y fuerte, pero que tiende a deformarse y dividirse al secarse por lo que es de bajo valor como madera.

## Distribución
Quercus engelmannii se distribuye desde los contrafuertes de las Sierra de San Gabriel en el este del Condado de Los Ángeles a través de la Sierra de Santa Ana del Condado de Orange (California) y los contrafuertes occidentales y tablas de las Sierras Peninsulares al Condado de Riverside y el Condado de San Diego, que se extienden en la Sierra Juárez y la Sierra de San Pedro Mártir en áreas del norte de la Baja California. En general se encuentra en sabanas y bosques por encima de la seca llanura costera , pero por debajo de los 1.300 metros de altura, donde predominan inviernos más fríos. El Quercus engelmannii tiene una altura menor que la mayoría de los robles de California, y la expansión suburbana en el Valle de San Gabriel ha eliminado la mayor parte de robles de la zona norte de la cordillera. Los principales lugares restantes de estos tipos de robles se encuentran en el Altiplano de Santa Rosa , cerca de Murrieta en el condado de Riverside, y el Black Mountain cerca de Ramona en el Condado de San Diego.
La evidencia fósil muestra que los robles Engelmann una vez tuvieron un área más amplia, que se extendía a través de lo que hoy son los desiertos del este de California y de Arizona; Desierto de Mojave y Desierto de Sonora. El roble Engelmann está más estrechamente relacionado con Quercus arizonica y Quercus oblongifolia, que son nativos en los bosques subtropicales de los bosques de pino y roble de Arizona y el norte de México. Quercus engelmannii es considerado como la especie más septentrional de roble subtropical, que se quedó aislado después de que sus parientes más cercanos al este con la aridéz de los desiertos del suroeste. 

## Taxonomía
Quercus engelmannii fue descrita por Edward Lee Greene y publicado en Illustrations of West American Oaks 1: 33, pl. 15, f. 2–3, pl. 17. 1889.
Etimología
Quercus: nombre genérico del latín que designaba igualmente al roble y a la encina.
engelmannii: epíteto otorgado en honor del botánico George Engelmann. 